# Beata Drzazga

Beata Drzazga

Beata Drzazga – polska przedsiębiorczyni, współautorka publikacji naukowych z dziedziny domowej opieki długoterminowej.
Założycielka największego (stan na 2020) w Polsce przedsiębiorstwa medycznego BetaMed SA, pod względem usług świadczących opiekę długoterminową, oraz kilku innych przedsiębiorstw w Polsce i za granicą; prelegentka na konferencjach medycznych i ekonomicznych; Dziekan Wydziału Medycznego Akademii Górnośląskiej im. Wojciecha Korfantego w Katowicach; ekspert w zarządzaniu i mentor biznesu; laureatka ponad 200 polskich i zagranicznych nagród i wyróżnień.

## Kariera
Po ukończeniu Liceum Medycznego w Żywcu Beata Drzazga pracowała w klinice okulistycznej w Katowicach jako pielęgniarka. Ma tytuł magistra Zarządzania i Marketingu Górnośląskiej Wyższej Szkoły Handlowej w Katowicach w zakresie Zarządzania Firmą oraz Executive MBA BBC Uniwersytetu Gdańskiego. W 2001 roku założyła swoje pierwszą przedsiębiorstwo – Centrum Medyczne BetaMed (dziś BetaMed SA), która do 2020 stała się największym w Polsce przedsiębiorstwem zajmującym się m.in. długoterminową opieką domową, oraz opieką nad pacjentami pod respiratorem (w 2020 roku pod opieką było ponad 5000 pacjentów, a zatrudnionych było prawie 3000 pracowników).
Ponadto Beata Drzazga założyła salon mody Dono Da Scheggia. Jest założycielką i właścicielką BetaInvest LLC i BetaNest Electronics w Miami, oraz Kliniki Laseroterapii – Drzazga Clinic. Będąc współorganizatorem i uczestnikiem misji gospodarczych pomiędzy stanem USA Nevadą a Polską, otrzymała tytuł Pierwszego Ambasadora Biznesowego Nevady, a jej starania doprowadziły do podpisania dokumentu o współpracy między Polską a stanem Nevada. Jest członkinią Business Centre Club.
W ramach działalności charytatywnej wzięła udział m.in. w gali charytatywnej na rzecz Fundacji Ewy Błaszczyk „Akogo?”, z którego dochód został przeznaczony na pomoc dla osób w śpiączce. Jako prezes Centrum Medycznego BetaMed wprowadziła przedsiębiorstwo do grona uczestników programu „Firma z Sercem”, któremu patronuje UNICEF.

## Nagrody i wyróżnienia
- 2022: pierwsze miejsce w rankingu magazynu Forbes Najlepsi Pracodawcy Polska 2022 w dziale Ochrona zdrowia i opieka społeczna[21]
- 2022: nagroda “Brand Me CEO” 2022 magazynu Forbes[22]
- 2022: Nagroda Indywidualna Prezydenta RP wśród Nagród Gospodarczych[12][23]
- 2022: Wyróżniona pośród 100 wpływowych kobiet Forbes[24]
- 2022: Perła Polskiego Biznesu Gazety Finansowej[10]
- 2022: nagroda Tuz Biznesu Wprost jako Lider Dekady[25]
- 2022: pierwsze miejsce na liście magazynu Forbes „50 po 50” 2022[26]
- 2022: Top Woman in Power 2022[27]
- 2021: Liderka Biznesu SHEO AWARDS 2021 – wyróżnienie tygodnika Wprost[18]
- 2018: Gwiazda Biznesu 2018 przyznana przez PREMIER International Business Club[18]
- 2018: Firma Roku 2018 na Śląsku (dla marki Drzazga Clinic), przyznana przez Śląskie Stowarzyszenie Menedżerów w Katowicach[18]
- 2018: Solidna Firma 2018[18]
- 2017: Menedżer Roku 2017 w Ochronie Zdrowia, w kategorii – placówki prywatne[28]
- 2017: Medal Solidarności Społecznej, przyznawany przez Business Centre Club[28]
- Nagroda wręczona przez Konsula RP w USA za działalność i promocję polskiej przedsiębiorczości na rynku amerykańskim[18]
- Beata Drzazga for achievements in senior healthcare and philanthropy 47th International Polonaise Ball (Gold Medal Award), przyznana przez The American Institute of Polish Culture Inc. Miami Florida[18]

## Publikacje
Beata Drzazga jest współautorką publikacji naukowych z dziedziny domowej opieki długoterminowej:
- Osoby starsze objęte pielęgniarską domową opieką długoterminową / The elderly under the long-term home-based nursing care, Gerontol.Pol. 2016, T. 24, nr 3, s. 207–213, p-ISSN 1425-4956 / Oryginalny artykuł naukowy / Punktacja MNiSW: 9.000. Irzyniec Tomasz, Nowak-Kapusta Zofia, Franek Grażyna, Drzazga Beata
- Satisfaction assessment among nurses working in the house of frail, [w:] Prophylaxis, therapy & rehabilitation: The role of the human factor, red.: L. Niebrój, M. Kosińska / Katowice: Media Silesia, 2011, s. 111–116 / Seria: Eukrasia. Vol.13 / p- ISBN 978-83-927832-7-5, polski rozdział w książce / Język publikacji: EN / Punktacja MNiSW: 5.000Nowak-Kapusta Zofia, Drzazga Beata, Franek Grażyna, Cabaj Marianna, Cholewka Beata
- Patients’ satisfaction of nursing care within home environment, [w:] Prophylaxis, therapy & rehabilitation: The role of the human factor, red.: L. Niebrój, M. Kosińska / Katowice: Media Silesia, 2011 / s.103-109 / Eukrasia. Vol.13 / p- ISBN 978-83-927832-7-5, Język publikacji: EN / Punktacja MNiSW: 5.000. Nowak-Kapusta Zofia, Drzazga Beata, Franek Grażyna, Cabaj Marianna, Cholewka Beata
- Pielęgniarki i pielęgniarze opieki długoterminowej domowej / Home longterm care male and female nurses, Pielęgn.Pol 2017, nr 3(65), s. 409–415, p-ISSN 0860-8466 /Oryginalny artykuł naukowy / Punktacja MNiSW: 6.000 Nowak-Kapusta Zofia, Irzyniec Tomasz, Franek Grażyna, Drzazga Beata